# Ectinohoplia
Ectinohoplia är ett släkte av skalbaggar. Ectinohoplia ingår i familjen Melolonthidae.

## Dottertaxa tillEctinohoplia, i alfabetisk ordning[1]
- Ectinohoplia affinis
- Ectinohoplia auriventris
- Ectinohoplia balthasari
- Ectinohoplia chrysura
- Ectinohoplia davidis
- Ectinohoplia excisicollis
- Ectinohoplia flavicauda
- Ectinohoplia formosana
- Ectinohoplia gracilipes
- Ectinohoplia guttaticollis
- Ectinohoplia hieroglyphica
- Ectinohoplia hispidula
- Ectinohoplia indica
- Ectinohoplia inscripta
- Ectinohoplia kuatensis
- Ectinohoplia latipes
- Ectinohoplia mus
- Ectinohoplia nantouensis
- Ectinohoplia nigrotincta
- Ectinohoplia nitidicauda
- Ectinohoplia nitidiventris
- Ectinohoplia obducta
- Ectinohoplia oculicauda
- Ectinohoplia paivae
- Ectinohoplia pictipes
- Ectinohoplia puella
- Ectinohoplia quadrituberculata
- Ectinohoplia rufipes
- Ectinohoplia scutellata
- Ectinohoplia sinuaticollis
- Ectinohoplia soror
- Ectinohoplia sulphuriventris
- Ectinohoplia suturalis
- Ectinohoplia tibialis
- Ectinohoplia tonkinensis
- Ectinohoplia trichota
- Ectinohoplia triplagiata
- Ectinohoplia variabilis
- Ectinohoplia variegata
- Ectinohoplia yoi
- Ectinohoplia yunnana